# Distretto di Carhuacallanga
Il distretto di Carhuacallanga  è uno dei ventotto distretti della provincia di Huancayo, in Perù. Si trova nella regione di Junín e si estende su una superficie di  13,78 chilometri quadrati.